# 愛丁堡皇家醫院
愛丁堡皇家醫院（英語：或，簡稱ERI），創立於1729年，是蘇格蘭最早的非營利醫院。在1879年擴建的新醫療大樓當時號稱是全大英帝國最大的醫院，現為爱丁堡大学医学院的教學醫院。原址位于爱丁堡大学乔治广场校区西部，2003年搬至现址，原址开发为Edinburgh Futures Institute和Quartermile住宅区。
它由NHS Lothian经营管理。1960年外科医生Michael Woodruff在爱丁堡皇家医院做了英国历史上的第一例肾脏移植手术。1964年Desmond Julian 医生在爱丁堡皇家医院建立世界上第一个冠心病监护病房。这里也是苏格兰唯一一个肝脏、胰腺、胰岛细胞移植中心以及苏格兰的两个肾移植中心中的一个。
目前是苏格兰唯一进行TAVI（精辟主动脉瓣置换术）的医院。2012年该院急诊接诊了113,000病人，是苏格兰最繁忙的医院。2014年11月16日，大学宣布皇家医院为苏格兰PET-MRI（中心）。